# Oligia misera
Oligia misera är en fjärilsart som beskrevs av Augustus Radcliffe Grote 1881. Oligia misera ingår i släktet Oligia och familjen nattflyn. Inga underarter finns listade i Catalogue of Life.